# لنچویس
لنچویس (به پرتغالی: Lençóis) یک منطقهٔ مسکونی در برزیل است که در باهیا واقع شده‌است. لنچویس ۱٬۲۷۷ کیلومتر مربع مساحت و ۱۱٬۴۹۹ نفر جمعیت دارد.